# 第六代史賓沙伯爵查理斯·史賓沙
查爾斯·史賓賽（英語：Charles Spencer，1857年10月30日—1922年9月26日），第六代史賓沙伯爵，1905年至1912年擔任宮務大臣。

## 家庭
1887年，查爾斯與瑪格麗特·巴林（Margaret Baring）結婚，兩人共有3子3女：
1. 阿德萊德（1889年—1981年）
2. 阿爾伯特（1892年—1975年）
3. 塞西爾（1894年—1928年）
4. 拉維妮亞（1899年—1955年）
5. 喬治（1903年—1982年）
6. 瑪格麗特（英语：Lady Margaret Douglas-Home）（1906年—1996年）